# Znak miłości (film 2007)
Znak miłości (ang. Closing the Ring) – amerykański film melodramatyczny z 2007 roku, w reżyserii Richarda Attenborough.

## Obsada
- Shirley MacLaine jako Ethel Ann
- Mischa Barton jako Ethel Ann w młodości
- Christopher Plummer jako Jack
- Gregory Smith jako Jack w młodości
- Stephen Amell jako Teddy Gordon
- David Alpay jako Chuck
- Neve Campbell jako Marie
- Dylan Roberts jako Wilbur
- Martin McCann jako Jimmy Riley
- Pete Postlethwaite jako Quinlan
- Ian McElhinney jako Cathal Thomas

i inni